# Coppa dell'Imperatore 2017 (pallavolo)
La Coppa dell'Imperatore 2017 si è svolta dal 15 al 24 dicembre 2017: al torneo hanno partecipato 24 squadre di club giapponesi e la vittoria finale è andata per la quarta volta ai Panasonic Panthers.

## Regolamento
La competizione prevede che vi prendano parte 24 squadre, che si affrontano in gara secca per tutto il corso del torneo, dal primo turno alla finale. I club provenienti dalla V.Premier League scendono in campo solo da secondo turno.

## Partecipanti
| - Chinzei - Chūō Daigaku - Daido Steel Red Star - Ehime Club - FC Tokyo - JT Thunders - JTEKT Stings - Kawasaki Red Spirits | - Kinden TrinityBlitzs - Kinki Daigaku - Nagano Tridents - Nippon Taiiku Daigaku - Oita Weisse Adler - Panasonic Panthers - Sakai Blazers - Suntory Sunbirds | - Tenri Daigaku - Tōa Daigaku - Toray Arrows - Toyoda Trefuerza - Toyota Motor Sunhawks - Tsukuba Daigaku - Voreas Hokkaido - Yamagata Selection |

## Torneo

### Primo turno
| 15 dicembre 2017 Tokyo Metropolitan Gymnasium, Tokyo Durata: ? - Spettatori: ? | Tōa Daigaku           | 2 - 3 | Kinden TrinityBlitzs  | 25-27, 20-25, 30-28, 25-19, 8-15  |
| 15 dicembre 2017 Tokyo Metropolitan Gymnasium, Tokyo Durata: ? - Spettatori: ? | Toyota Motor Sunhawks | 2 - 3 | Chūō Daigaku          | 19-25, 25-21, 26-28, 25-20, 11-15 |
| 15 dicembre 2017 Tokyo Metropolitan Gymnasium, Tokyo Durata: ? - Spettatori: ? | Ehime Club            | 0 - 3 | Kawasaki Red Spirits  | 11-25, 19-25, 19-25               |
| 15 dicembre 2017 Tokyo Metropolitan Gymnasium, Tokyo Durata: ? - Spettatori: ? | Yamagata Selection    | 0 - 3 | Oita Weisse Adler     | 12-25, 17-25, 17-25               |
| 15 dicembre 2017 Tokyo Metropolitan Gymnasium, Tokyo Durata: ? - Spettatori: ? | Chinzei               | 2 - 3 | Kinki Daigaku         | 22-25, 22-25, 25-21, 29-27, 11-15 |
| 15 dicembre 2017 Tokyo Metropolitan Gymnasium, Tokyo Durata: ? - Spettatori: ? | Voreas Hokkaido       | 0 - 3 | Tsukuba Daigaku       | 21-25, 21-25, 15-25               |
| 15 dicembre 2017 Tokyo Metropolitan Gymnasium, Tokyo Durata: ? - Spettatori: ? | Daido Steel Red Star  | 1 - 3 | Nippon Taiiku Daigaku | 25-20, 15-25, 21-25, 19-25        |
| 15 dicembre 2017 Tokyo Metropolitan Gymnasium, Tokyo Durata: ? - Spettatori: ? | Nagano Tridents       | 3 - 0 | Tenri Daigaku         | 25-21, 25-15, 25-17               |

### Secondo turno
| 16 dicembre 2017 Tokyo Metropolitan Gymnasium, Tokyo Durata: ? - Spettatori: ? | Toray Arrows       | 3 - 0 | Kinden TrinityBlitzs  | 25-15, 25-21, 25-16               |
| 16 dicembre 2017 Tokyo Metropolitan Gymnasium, Tokyo Durata: ? - Spettatori: ? | FC Tokyo           | 3 - 0 | Chūō Daigaku          | 25-17, 25-20, 25-23               |
| 16 dicembre 2017 Tokyo Metropolitan Gymnasium, Tokyo Durata: ? - Spettatori: ? | Panasonic Panthers | 3 - 0 | Kawasaki Red Spirits  | 28-26, 25-23, 25-20               |
| 16 dicembre 2017 Tokyo Metropolitan Gymnasium, Tokyo Durata: ? - Spettatori: ? | Suntory Sunbirds   | 3 - 2 | Oita Weisse Adler     | 20-25, 25-21, 27-25, 21-25, 15-12 |
| 16 dicembre 2017 Tokyo Metropolitan Gymnasium, Tokyo Durata: ? - Spettatori: ? | JTEKT Stings       | 3 - 0 | Kinki Daigaku         | 25-23, 25-15, 25-15               |
| 16 dicembre 2017 Tokyo Metropolitan Gymnasium, Tokyo Durata: ? - Spettatori: ? | Sakai Blazers      | 2 - 3 | Tsukuba Daigaku       | 25-17, 25-20, 23-25, 23-25, 13-15 |
| 16 dicembre 2017 Tokyo Metropolitan Gymnasium, Tokyo Durata: ? - Spettatori: ? | JT Thunders        | 3 - 0 | Nippon Taiiku Daigaku | 25-17, 25-15, 25-21               |
| 16 dicembre 2017 Tokyo Metropolitan Gymnasium, Tokyo Durata: ? - Spettatori: ? | Toyoda Trefuerza   | 3 - 0 | Nagano Tridents       | 25-18, 25-22, 25-15               |

### Quarti di finale
| 17 dicembre 2017 Tokyo Metropolitan Gymnasium, Tokyo Durata: ? - Spettatori: ? | Toray Arrows       | 3 - 2 | FC Tokyo         | 26-28, 17-25, 25-20, 25-22, 15-12 |
| 17 dicembre 2017 Tokyo Metropolitan Gymnasium, Tokyo Durata: ? - Spettatori: ? | Panasonic Panthers | 3 - 0 | Suntory Sunbirds | 25-14, 25-22, 25-20               |
| 17 dicembre 2017 Tokyo Metropolitan Gymnasium, Tokyo Durata: ? - Spettatori: ? | JTEKT Stings       | 3 - 0 | Tsukuba Daigaku  | 25-12, 25-21, 25-18               |
| 17 dicembre 2017 Tokyo Metropolitan Gymnasium, Tokyo Durata: ? - Spettatori: ? | JT Thunders        | 2 - 3 | Toyoda Trefuerza | 25-15, 26-28, 22-25, 25-18, 10-15 |

### Semifinali
| 23 dicembre 2017 Ota City General Gymnasium, Tokyo Durata: 2h:03 - Spettatori: 2 010 | Toray Arrows | 2 - 3 | Panasonic Panthers | 17-25, 25-18, 17-25, 27-25, 17-19 |
| 23 dicembre 2017 Ota City General Gymnasium, Tokyo Durata: 2h:03 - Spettatori: 2 500 | JTEKT Stings | 1 - 3 | Toyoda Trefuerza   | 23-25, 25-22, 23-25, 23-25        |

### Finale
| 24 dicembre 2017 Ota City General Gymnasium, Tokyo Durata: 1h:57 - Spettatori: 1 520 | Panasonic Panthers | 3 - 1 | Toyoda Trefuerza | 22-25, 25-15, 25-20, 25-23 |